# Soisalo (ö i Södra Savolax)
Soisalo är en ö i Finland. Den ligger i sjön Puula och i kommunen Hirvensalmi i den ekonomiska regionen  S:t Michel och landskapet Södra Savolax, i den södra delen av landet, 210 km nordost om huvudstaden Helsingfors. Öns area är 77,1 hektar och dess största längd är 1,6 kilometer i nord-sydlig riktning.